# 2258 Viipuri
2258 Viipuri је астероид главног астероидног појаса са пречником од приближно 23,47 .
Афел астероида је на удаљености од 2,910 астрономских јединица (АЈ) од Сунца, а перихел на 2,483 АЈ.
Ексцентрицитет орбите износи 0,079, инклинација (нагиб) орбите у односу на раван еклиптике 1,482 степени, а орбитални период износи 1617,744 дана (4,429 године).
Апсолутна магнитуда астероида је 11,40 а геометријски албедо 0,088.
Астероид је откривен 7. октобра 1939. године.